# Culés
Culés (kat. culers) – hiszpańska nazwa kibiców FC Barcelony. Pochodzi od hiszpańskiego słowa "culo" oznaczającego "tyłek". Zgodnie z legendą na dawnym stadionie Barcelony, Camp del carrer Indústria, nie było krzesełek, a drewniane trybuny z ławkami. Kiedy podczas meczu patrzyło się na nie z tyłu, widać było całe rzędy pośladków kibiców.
Culés często zrzeszają się w penyas – oficjalnych fanklubach, których na całym świecie jest blisko półtora tysiąca. Kibic FC Barcelony, który płaci składki i jest członkiem klubu, to socio (ok. 170 tys. osób). Do culers należeli m.in. Kobe Bryant, José Luis Rodríguez Zapatero, Christo Stoiczkow i José Carreras. Ten ostatni nagrał film o swoich upodobaniach piłkarskich.